# 貢迪斯維爾

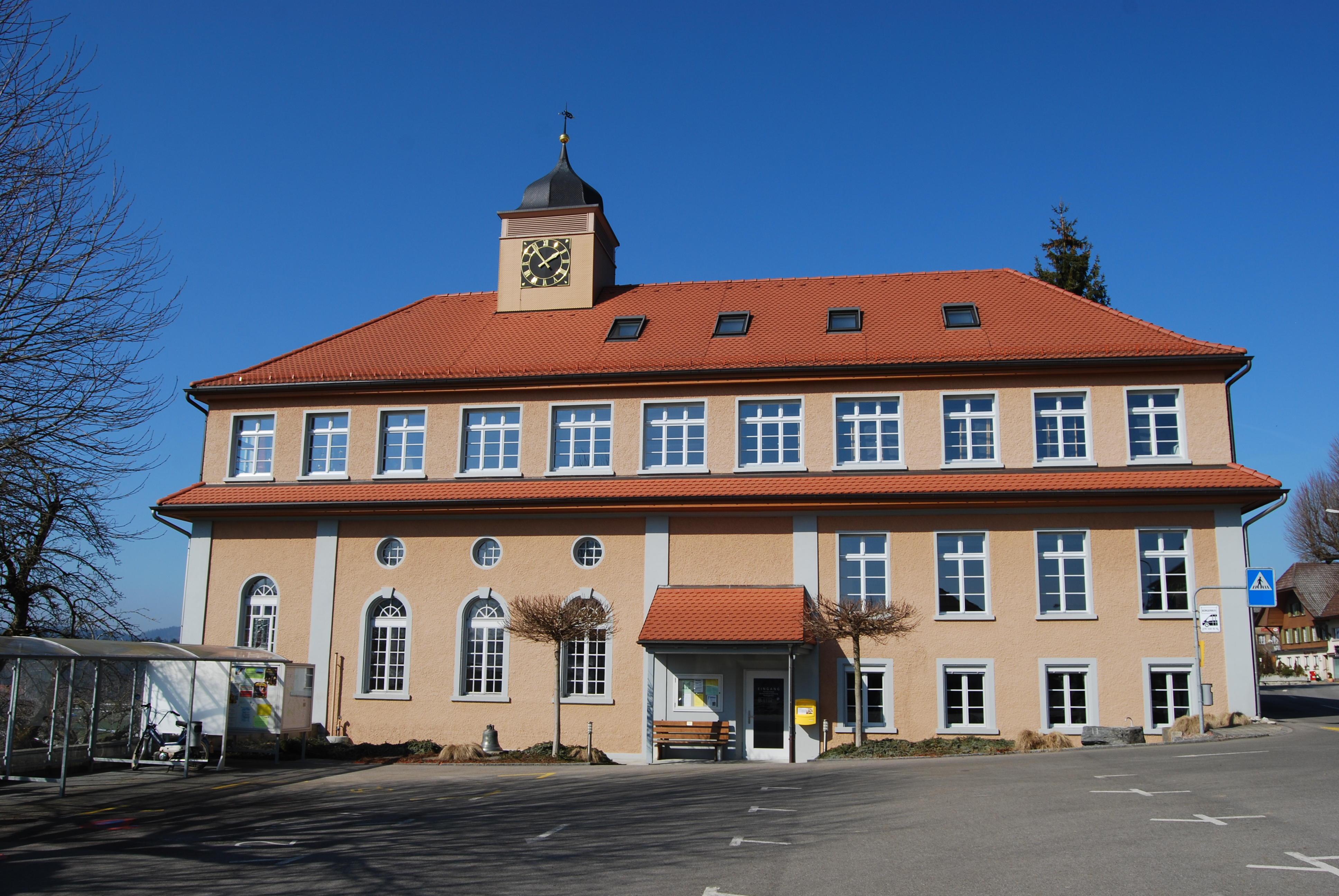

貢迪斯維爾是瑞士的城鎮，位於該國中西部，由伯恩州負責管轄，面積9.37平方公里，海拔高度660米，2011年人口725，九成人口信奉基督教，人口密度每平方公里77人。